# Ванген (Гёппинген)
Ванген (нем. Wangen) — община в Германии, в земле Баден-Вюртемберг.
Подчиняется административному округу Штутгарт. Входит в состав района Гёппинген. Население составляет 3165 человек (на 31 декабря 2010 года). Занимает площадь 9,68 км².
16 января 1823 года здесь родилась Луиза Целлер — немецкая писательница; мастер исторического романа и автор ряда произведений для детей.